# Club Atlético Wahlex
El Club Atlético Wahlex,  también conocido como Atlético Wahlex, o simplemente Wahlex, es un club de fútbol profesional ecuatoriano, originario del cantón Daule, provincia del Guayas. Fue fundado el 19 de octubre de 2022 por el exjugador de fútbol Walter Zea.  Actualmente juega en la Segunda Categoría del Guayas.
Está afiliado a la Asociación de Fútbol del Guayas. 

## Historia

#### Inicios y fundación del club
En las inmediaciones del Club Hanna, perteneciente al cantón Daule, el 19 de octubre de 2022, se crea el proyecto del nuevo club de fútbol que disputará torneos profesionales y formativos, liderados por el exjugador de fútbol Walter Zea, y el empresario Alex Marcillo, quien luego se convierte en el primer Presidente del club.
Unas semanas después, el 7 de noviembre del 2022, el club inicia operaciones desde sus bases formativas, contando con un centenar de niños y jóvenes talentos que buscan destacar en el deporte. En marzo del 2023, el club se afilia oficialmente a la Asociación de Futbol del Guayas (AsoGuayas), así dando paso su primera participación en el profesionalismo.

## Formativas

#### Copa Wahlex
Es un torneo formativo invitacional organizado por la institución, en donde participa equipos formativos, selecciones de unidades educativas, secciones de ligas cantonales o federativos, y clubes del Guayas o de otras provincias.

## Infraestructura

#### Club Deportivo Hanna
Es un complejo de instalaciones deportivas y sociales, ubicado en la Av. León Febres Cordero Ribadeneyra, cerca de la Urbanización La Joya, parroquia La Aurora, Daule. Cuenta con canchas de fútbol sintéticas de diferentes dimensiones, utilizadas por el club para sus entrenamientos, tanto para las formativas como para el primer equipo. También se encuentra ubicada la sede administrativa del club.

## Datos del club
- Participaciones en la Segunda Categoría del Guayas: 3 (2023 - presente)
- Participaciones en Copa Ecuador:

## Palmarés

#### Torneos provinciales
| Competición                  | Competición | Títulos | Subcampeonatos |
| ---------------------------- | ----------- | ------- | -------------- |
| Segunda Categoría del Guayas | (0/0)       |         |                |
| Torneo AFG Sub-17            | (0/1)       |         | 2025.          |

#### Redes sociales
- Club Atlético Wahlex en Facebook
- Club Atlético Wahlex en TikTok
- Club Atlético Wahlex en Instagram

- Datos: Q131705805